# Fägre kyrka
Fägre kyrka är en kyrkobyggnad i Fägre församling i Skara stift. Den ligger i kyrkbyn Fägre i den södra delen av Töreboda kommun.

## Kyrkobyggnaden
Kyrkan härstammar från 1200-talet och är en av två korskyrkor i pastoratet. På vissa delar av vapenhuset är väggarna två meter tjocka, ett minne från tiden då utrymmet var undervåning i ett försvarstorn. Torn och långhus är från den romanska medeltida kyrkan, och ribbvalvet är från senmedeltiden. Murarna i torn och långhus ligger i förband med varandra och är alltså uppförda vid samma tillfälle. 
Vid en om- och tillbyggnad 1705 uppfördes de båda korsarmarna liksom kyrkorummets kryssvalv. 

## Inventarier
- Altartavlan är från 1758
- Predikstolen är i barockstil.
- Orgeln är byggd 1956 av Hammarbergs Orgelbyggeri AB. Den har 16 stämmor fördelade på två manualer och pedal. Den ljudande fasaden är bibehållen från den äldre orgeln från 1801, liksom delar av pipverket.[1]

## Bilder

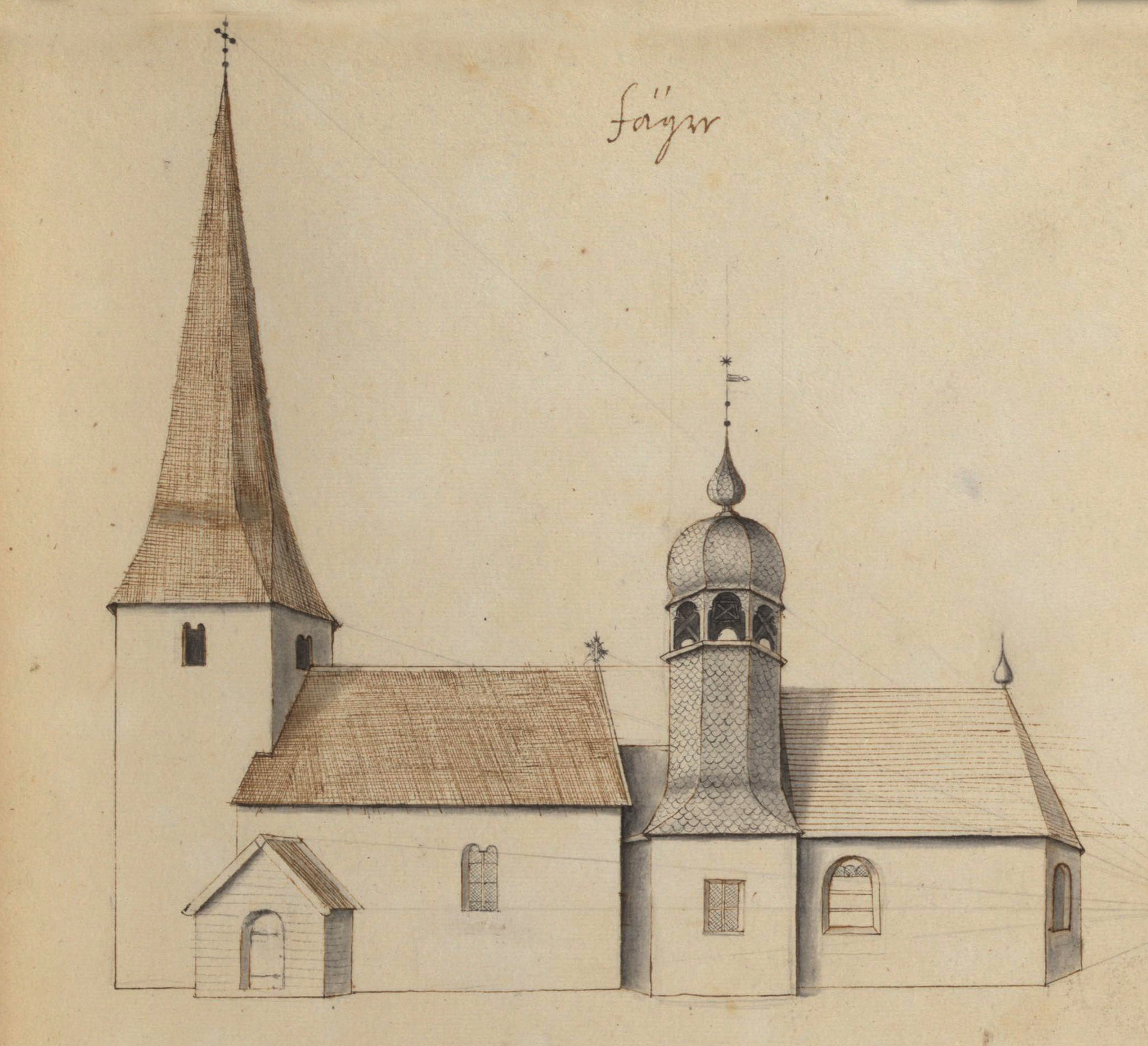
Kyrkan på teckning omkring 1670 i boken Monumenta Sweo-Gothorum.
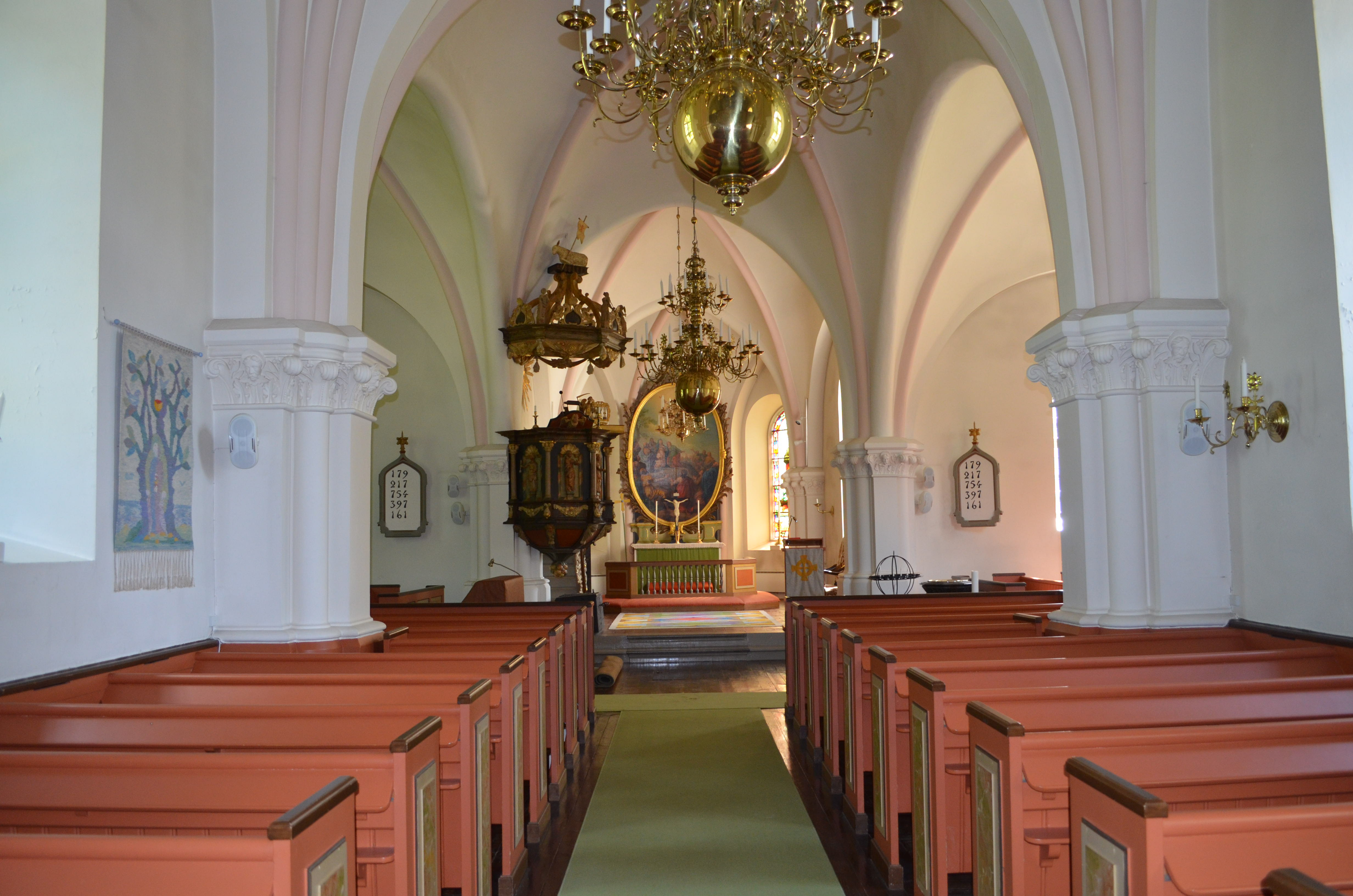
Kyrkorum
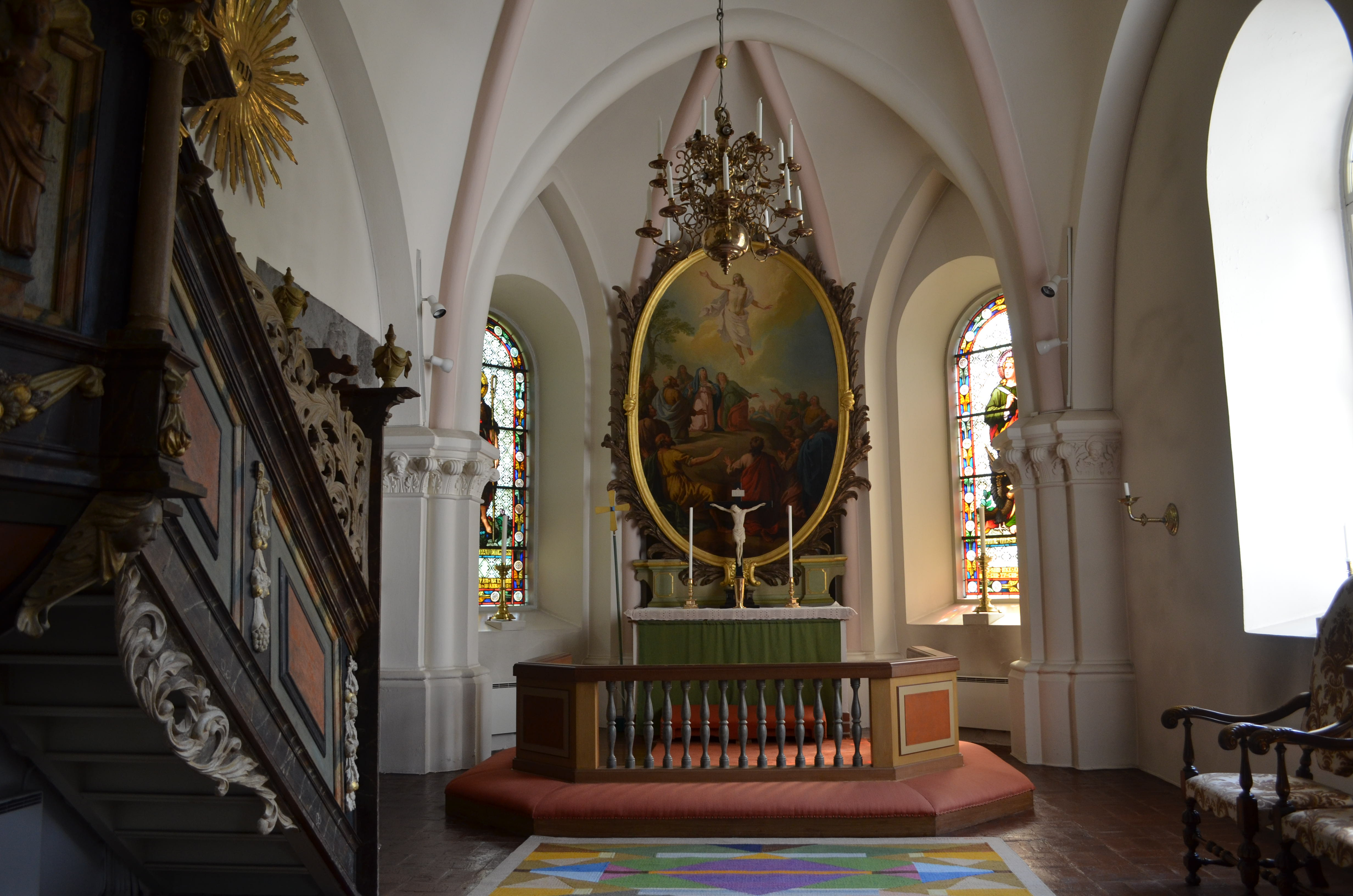
Altartavlan
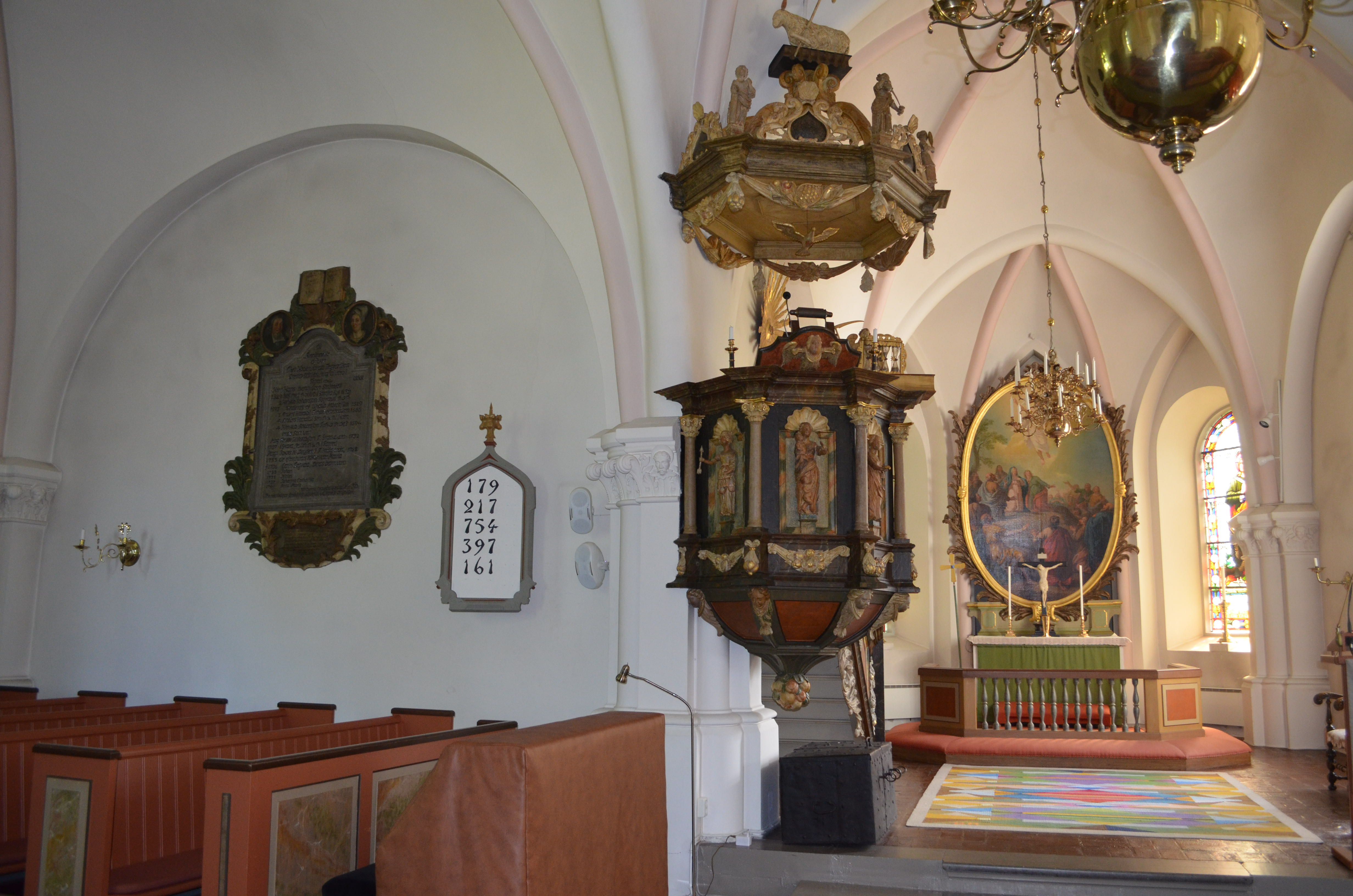
Predikstol
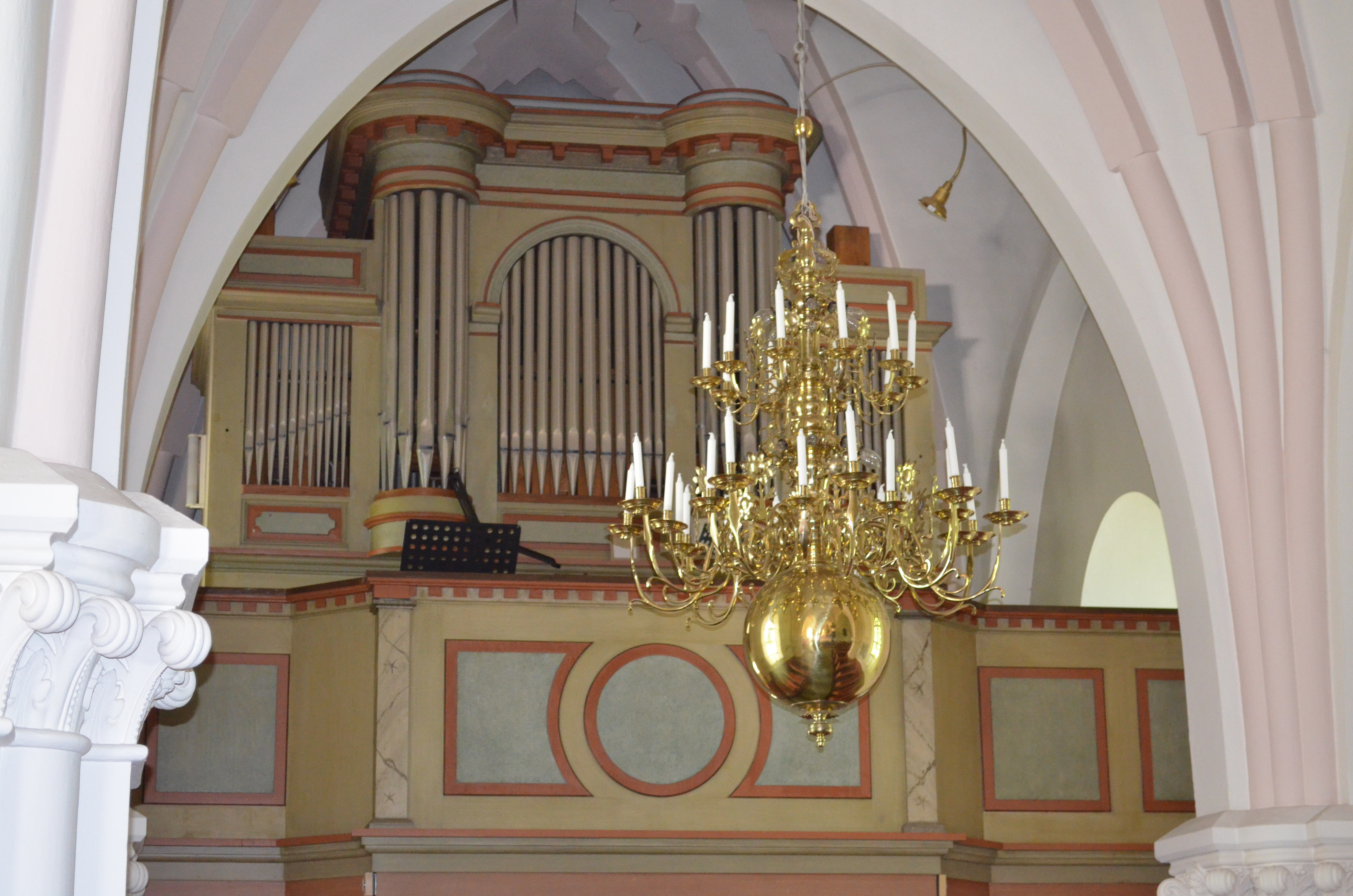
Orgelläktaren
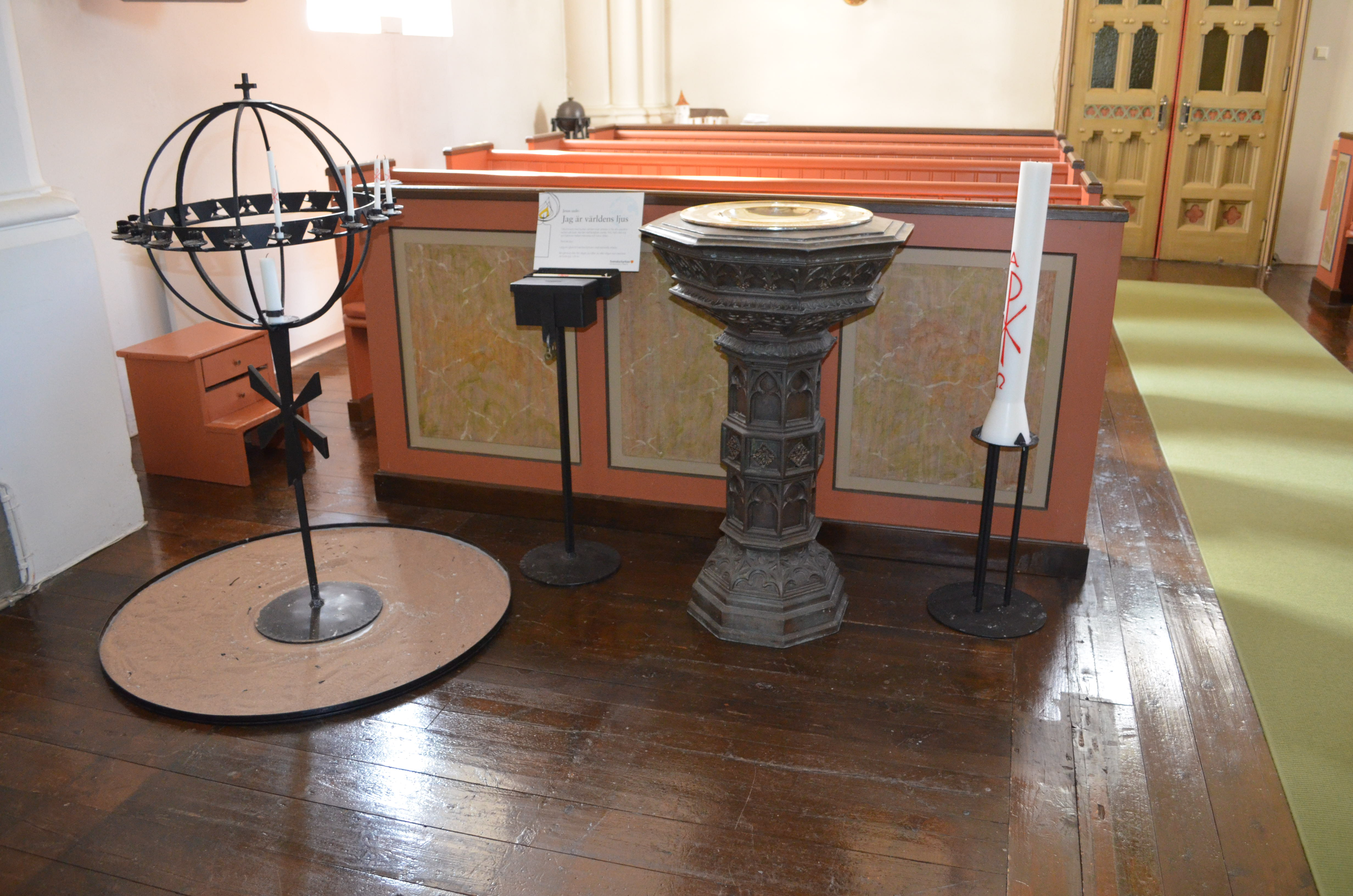
Dopfunten